# Albian Ajeti
Albian Ajeti (Bazel, 26 februari 1997) is een Zwitsers voetballer die doorgaans als aanvaller speelt. Hij tekende in augustus 2019 bij West Ham United, dat €8.700.000,- voor hem betaalde aan FC Basel. Ajeti debuteerde in 2018 in het Zwitsers voetbalelftal.

## Clubcarrière
De tweelingbroers Adonis en Albian Ajeti werden in 2005 opgenomen in de jeugdopleiding van FC Basel. Ze ondertekenden op 30 april 2013 allebei hun eerste profcontract. Voor aanvang van het seizoen 2013/14 werd Albian bij het tweede elftal gehaald. Daarnaast maakte hij de voorbereiding mee met het eerste elftal. Hij maakte tijdens het seizoen 2013/14 één doelpunt in vijf wedstrijden in de UEFA Youth League. Ajeti debuteerde op 13 maart 2014 onder coach Murat Yakin in het eerste van FC Basel, in een wedstrijd in de Europa League tegen Red Bull Salzburg (0–0). Zijn debuut in de Super League volgde op 6 april 2014, in het St. Jakob-Park tegen FC Thun. Ajeti werd twee seizoenen achter elkaar landskampioen met FC Basel. Hier had hij zelf een handvol wedstrijden een aandeel in.
Ajeti verhuisde in januari 2016 naar FC Augsburg. Hiervoor speelde hij één wedstrijd in de Bundesliga voor de Duitse club hem in augustus 2016 voor een jaar verhuurde aan FC St. Gallen. Dat nam hem in juli 2017 definitief over. Drie maanden daarna keerde hij echter terug naar FC Basel. Ajeti tekende hier een vijfjarig contract. Coach Raphaël Wicky maakte hem tijdens zijn tweede periode bij de club wel een basisspeler. Ajeti won in het seizoen 2018/19 met FC Basel de Beker van Zwitserland. Hij maakte tijdens dat toernooi vijf doelpunten, waaronder de 1–0 in de met 2–1 gewonnen finale tegen FC Thun.
Ajeti tekende in augustus 2019 een contract tot medio 2023 bij West Ham United. Dat betaalde €8.700.000,- voor hem aan FC Basel.

## Interlandcarrière
Ajeti kwam uit voor diverse Zwitserse nationale jeugdselecties. Hij nam met Zwitserland –17 deel aan het EK –17 van 2014. Ajeti debuteerde op 8 september 2018 in het Zwitsers voetbalelftal, in een met 6–0 gewonnen wedstrijd in de UEFA Nations League thuis tegen IJsland. Bondscoach Vladimir Petković bracht hem die dag in de 65e minuut in als invaller voor Breel Embolo. Zes minuten later maakte hij de 5–0.

## Familie
Albians oudere broer Arlind Ajeti debuteerde in 2011 in het betaald voetbal, ook bij FC Basel. Zijn tweelingbroer Adonis speelde er ten tijde van zijn debuut in de jeugd.

## Erelijst
| Super League          | 2x | 2013/14, 2014/15 |
| Beker van Zwitserland | 1x | 2018/19          |